# 16e Leger (Wehrmacht)
Het 16e Leger (Duits: 16. Armee) was een onderdeel van de Wehrmacht in de Tweede Wereldoorlog. Het werd opgericht op 22 oktober 1939 en ontbonden op 8 mei 1945. Het leger vocht zowel aan het westfront als aan het oostfront.

## Tweede Wereldoorlog

### Operatie Fall Gelb
Tijdens de aanval op Polen beschermde het 16e Leger de westelijke grens van Duitsland. Het bevond zich achter de Westwall met als opdracht elk Frans offensief af te slaan. Hoewel er enkele kleine schermutselingen waren, kwam het nooit tot een echte aanval. De Duitsers noemden deze periode de Sitzkrieg.
Tijdens de inval in Frankrijk vormde het 16e Leger, bestaande uit 6 infanteriedivisies, een onderdeel van Heeresgruppe A. Het leger beschermde de zuidelijke flank van Panzergruppe Kleist tijdens diens opmars naar de Maas. Hoewel generaal Busch niet geloofde dat het Duitse plan enige kans van slagen had, vervulde hij zijn taak nauwgezet. Na de succesvolle oversteek van de Duitse tankkorpsen bij Sedan boog het 16e Leger af naar het zuiden en het concentreerde zich op het front tussen Sedan en Thionville. Generaal Busch breidde het bruggenhoofd bij Sedan uit naar Chiers. Op 15 juni 1940 omsingelden eenheden van het 16e Leger Verdun en een dag later viel de stad in Duitse handen.
Na de Franse capitulatie vormde het 16e Leger een deel van de bezettingsmacht in België en Nederland. In april 1941 werd het 16e Leger overgebracht naar Oost-Pruisen.

### Operatie Barbarossa
Tijdens operatie Barbarossa was het 16e Leger ingedeeld bij Heeresgruppe Nord. Het leger bestond uit 7 infanteriedivisies en zijn voornaamste taak was om de zuidelijke flank van Pantsergroep 4 te beschermen tijdens de opmars naar Leningrad. Een tweede taak was het handhaven van het contact met Heeresgruppe Mitte. Het 16e Leger van generaal Busch brak door de grensverdediging en bereikte in augustus 1941 Staraja Roessa, dat na twee weken van verbitterde straatgevechten werd veroverd. Slechts dankzij de steun van het 46e Gemotoriseerde Korps wist het 16e Leger zich te handhaven tegen de aanvallen van het Noordwestelijk Front. In september 1941 stabiliseerde het front zich en konden de Duitsers hun strijdkrachten hergroeperen. De volgende maand hervatten ze hun offensief om Leningrad definitief te omsingelen. Het 16e Leger stak de Volkhov over en op 8 november 1941 bereikte de voorhoede Tichvin. Door de verovering van dit stadje werd de laatste spoorlijnverbinding met Leningrad afgesneden en kon de stad enkel nog via het Ladogameer worden bevoorraad. Het terrein, waar het 16e Leger opereerde, was echter compleet ongeschikt voor de mobiele oorlogsvoering van de Wehrmacht. Bossen en moerassen bemoeilijkten elke verplaatsing. In het gebied waren nauwelijks goede wegen te vinden. Bovendien hadden de herfstregens plaatsgemaakt voor de sneeuwbuien van de Russische winter. De Duitse verbindingslijnen waren te uitgestrekt en de troepen waren vermoeid. Sinds juni 1941 waren ze bijna voortdurend in de aanval. De uitgeputte infanteriedivisies van het 16e Leger konden zich niet handhaven in Tichvin. Op 9 december 1941 moesten ze het stadje ontruimen onder druk van aanvallen van het Volchov Front en eind december bevonden ze zich terug in hun uitgangsstellingen ten zuiden van het Ilmenmeer.

### Oostfront 1942-1945

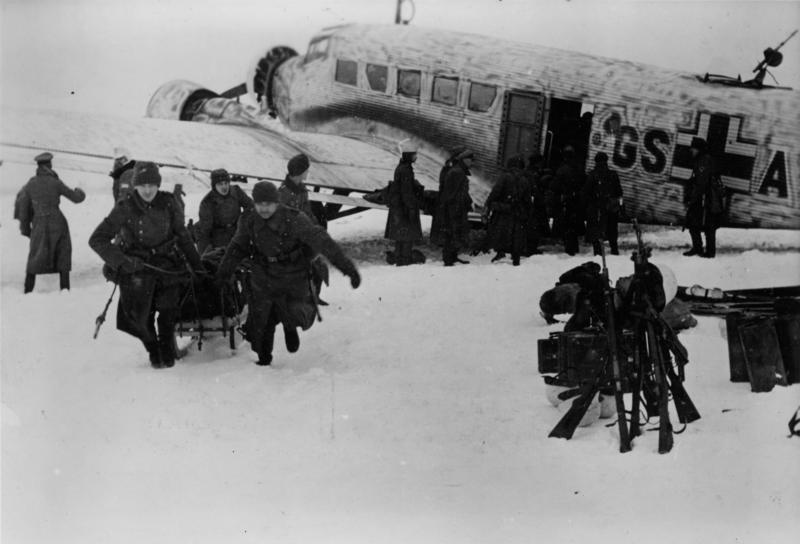
Bevoorrading van het omsingelde 16de leger in de Demjansk-pocket

Tijdens het Sovjet winteroffensief kreeg het 16e Leger het opnieuw zwaar te verduren. Over de gehele breedte van het front gingen de Sovjets in de aanval met de bedoeling het 16e Leger te omsingelen in een tangbeweging. Het noordelijke deel van de tangbeweging werd gevormd door het 11e leger en het 1e Stoottroepenleger van het Noordwestelijk Front en het 3e Stoottroepenleger en het 4e Stoottroepenleger van het Kalinin Front vormden de zuidelijke vleugel. Op 7 januari 1942 braken de Sovjets door de Duitse verdediging ten zuiden van het Ilmenmeer en op 8 februari 1942 ontmoetten de eenheden van het Noordwestelijk Front en het Kalinin Front elkaar nabij Salucje. Ongeveer 100.000 Duitsers waren omsingeld in de zogenaamde Demjansk-pocket. Het volledige 2e Legerkorps en een deel van het 10e Legerkorps bevond zich in de omsingeling. Meer naar het zuiden was er een kleinere pocket gevormd, waarbij 5 000 Duitsers waren omsingeld in Cholm. Generaal Busch kon de omsingelde troepen niet helpen, want ondertussen werd ook Staraja Roessa aangevallen. Dit stadje, ten zuiden van het Ilmenmeer, was een belangrijk verkeersknooppunt en het vormde de hoeksteen van de Duitse verdediging. Als ze deze positie moesten opgeven, dan zouden de Duitsers zich moeten terugtrekken tot Luga en was de zuidflank van het 18e leger, dat Leningrad omsingelde, ongedekt. De positie van het 18e Leger zou dan onhoudbaar worden en de Duitsers zouden dan de belegering van Leningrad moeten opgeven.
Langzaam kregen de Duitsers de situatie terug onder controle. Dankzij het hardnekkige verzet van de 280e Infanteriedivisie in de bosrijke heuvels ten zuiden van het Ilmen-meer was de aanval op Staraja Roessa eerst vertraagd en ten slotte vastgelopen. Het strategische verkeersknooppunt Staraja Roessa bleef in Duitse handen. Het front van het 16e begon zich te stabiliseren. Ondanks verwoede pogingen van vier Sovjetlegers om de Demjansk-pocket te vernietigen, bleven de omsingelde Duitsers standhouden. Het Duitse Opperbevel plaatste alle troepen in de omsingeling onder bevel van het 2e Legerkorps en alle eenheden buiten de Demjansk-pocket vormden het 10e Legerkorps. Dit vereenvoudigde aanzienlijk coördinatie en bevelsstructuur van het leger. Bovendien slaagde de Luftwaffe erin om de omsingelde troepen te bevoorraden en de gewonden af te voeren. Het succes van de luchtbevoorrading bij Demjansk zou later indirect bijdragen tot de nederlaag bij Stalingrad: Rijksmaarschalk Hermann Göring beloofde Adolf Hitler dat hij Stalingrad op dezelfde wijze kon bevoorraden vanuit de lucht.
In het voorjaar van 1942 kregen de Duitsers terug het initiatief. Op 20 april braken eenheden van het 16e Leger door de omsingeling en ze openden een smalle landcorridor naar het belegerd 2e Legerkorps. Ondanks verwoede pogingen konden de Sovjets deze bevoorradingslijn niet afsnijden. Nadat het beleg van Demjansk was gebroken, slaagden de Duitsers erin op 5 mei 1942 ook hun troepen in Cholm te ontzetten.
Vanaf midden 1942 concentreerden de Sovjets zich voornamelijk op de sector rond Leningrad en kreeg het 16e Leger enkel secundaire aanvallen te verduren, waarbij de Sovjets zich voornamelijk op de herovering van Staraja Roessa concentreerden. Begin 1944 was de relatieve rust aan het front voorbij. Tijdens het Leningrad-Novgorod offensief verdreven de legers van het Leningradfront en het Volchovfront het Duitse 18e Leger uit zijn stellingen rond de belegerde stad. Na de nederlaag van zijn noordelijke buur was ook de positie van het 16e Leger onhoudbaar geworden en generaal Hansen trok zich terug over de Lovat naar Poestosjka –Ostrov. Om het 18e Leger te helpen, kreeg hij bevel om zijn noordelijke flank tot Pskov uit te strekken. Hij beschikte niet over voldoende troepen om deze nieuwe linie te verdedigen. Langs zijn gehele frontlijn stond het 16e Leger onder druk. Op 17 maart 1944 moesten ze de stellingen bij Poestosjka ontruimen. Een eerste aanval nabij Pskov werd afgeslagen, maar op 17 april viel ook deze stad in handen van de Sovjets. Langzaam week het 16e Leger terug naar het westen, maar het was niet snel genoeg.
Op 22 juni 1944 ontketende het Rode Leger Operatie Bagration. Voor het eerst in de geschiedenis werd een volledige Duitse legergroep vernietigd. Na de nederlaag van Heeresgruppe Mitte stortte ook de Duitse verdediging van Heeresgruppe Nord ineen. Het Baltische offensief dreef een wig tussen de Duitse legergroepen en op 9 oktober bereikte het 2e Baltische Front de kust van de Oostzee nabij Memel. Het 16e Leger en het 18e Leger waren opgesloten op het schiereiland Koerland. Ondanks een zestal pogingen van het 2e Baltische Front om hen te vernietigen, hielden de beide legers stand op het schiereiland, waar ze ten slotte op 8 mei 1945 capituleerden.

## Commandanten
| Rang                     | Naam                                            | Begin            | Eind             |
| ------------------------ | ----------------------------------------------- | ---------------- | ---------------- |
| Generaal der Infanterie  | Ernst Busch                                     | 22 oktober 1939  | 2 september 1943 |
| Generaal der Artillerie  | Christian Hansen                                | 2 september 1943 | 6 oktober 1943   |
| Generaal der Infanterie  | Ernst Busch                                     | 6 oktober 1943   | 29 oktober 1943  |
| Generaal der Artillerie  | Christian Hansen                                | 29 oktober 1943  | 1 april 1944     |
| Generaal der Infanterie  | Paul Laux                                       | 1 april 1944     | 7 mei 1944       |
| Generaal der Artillerie  | Christian Hansen                                | 7 mei 1944       | 3 juli 1944      |
| Generaal der Infanterie  | Paul Laux                                       | 3 juli 1944      | 30 augustus 1944 |
| Generaal der Infanterie  | Carl Hilpert                                    | 30 augustus 1944 | 26 januari 1945  |
| Generaal der Infanterie  | Wilhelm Hasse                                   | 26 januari 1945  | 30 januari 1945  |
| Generaal der Infanterie  | Carl Hilpert                                    | 30 januari 1945  | 10 maart 1945    |
| Generaal der Infanterie  | Ernst-Anton von Krosigk                         | 10 maart 1945    | 13 maart 1945    |
| Generaal der Infanterie  | Carl Hilpert                                    | 13 maart 1945    | 5 april 1945     |
| Generaal der Infanterie  | Ernst-Anton von Krosigk                         | 5 april 1945     | 10 april 1945    |
| Generaal der Bergtroepen | Friedrich-Jobst Volckamer von Kirchensittenbach | 10 april 1945    | 8 mei 1945       |

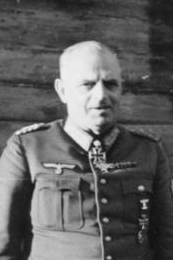
Generaal Ernst Busch

Het 16e Leger was het enige leger waarbij twee commandanten sneuvelden. En generaal von Krosigk sneuvelde tijdens een luchtaanval op zijn hoofdkwartier.
Na de val van Frankrijk werd generaal Ernst Busch op 17 juli 1940 bevorderd tot kolonel-generaal en op 1 februari 1943 tot veldmaarschalk. In september 1943 fungeerde generaal Hansen als plaatsvervanger van Busch. Na de benoeming van Busch tot bevelhebber van Heeresgruppe Mitte kreeg generaal Hansen tijdelijk het bevel over het 16e Leger en op 4 november 1943 kreeg hij het definitieve bevel. Tijdens de afwezigheid van generaal Hansen fungeerde generaal Laux als plaatsvervanger.
Na het definitieve vertrek van generaal Hansen op 15 juli 1944 kreeg hij het voorlopige bevel. Het vliegtuig van generaal Laux werd op 29 augustus 1944 neergeschoten tijdens een verkenningsvlucht en hij overleed aan zijn verwondingen. Generaal Hilpert werd tijdelijk plaatsvervanger van de gesneuvelde generaal Laux en op 13 september 1944 kreeg hij het voorlopige bevel. Generaal Hasse was zijn plaatsvervanger en bij zijn terugkeer op 30 januari 1945 kreeg Hilpert het definitieve bevel.
In 1945 voerde generaal Carl Hilpert enkele malen tijdelijk het bevel over Heeresgruppe Kurland. Op die momenten werd hij als bevelhebber van het 16e Leger vervangen door generaal von Krosigk. Op 6 april 1945 kreeg von Krosigk tijdelijk het bevel, maar vier dagen later sneuvelde hij bij een luchtaanval op het hoofdkwartier. Generaal Friedrich-Jobst Volckamer von Kirchensittenbach nam tijdelijk het bevel over.